# Sojoez 37
Sojoez 37 (ook: 11905) was een Russische bemande ruimtevlucht uit 1980. Deze zesde Interkosmos-missie vloog naar het ruimtestation Saljoet 6. Het was de derde keer dat de stationsbemanning bezoek ontving.

## Interkosmos
Het Interkosmosprogramma gaf met de Sovjet-Unie bevriende communistische landen de kans een eigen kosmonaut te leveren voor een ruimtevlucht. Onder een Russische gezagvoerder vloog deze naar een ruimtestation voor een verblijf van ongeveer een week. De plaats die de beginletter van het betreffende land in het Russisch alfabet innam bepaalde de volgorde. Ditmaal was het de beurt aan Vietnam. Deze lancering geschiedde tijdens de Olympische Spelen die toentertijd in Moskou plaatsvonden. Westerse experts beschouwden deze vlucht daarom als een doorzichtige poging om zowel prestige als steun in de derde wereld te verwerven. Dit gold overigens voor het hele Interkosmosprogramma. Een bemande lancering uitvoeren voor zo'n kortdurende vlucht was verhoudingsgewijs erg duur en had weinig praktische waarde.

## Bemanning
De tweekoppige bemanning bestond uit twee militairen. Kolonel Viktor Gorbatko fungeerde als gezagvoerder, luitenant-kolonel Phạm Tuân vertegenwoordigde Vietnam. De Aziaat maakte zijn eerste vlucht, Gorbatko had er reeds twee op zitten, onder meer als stationscommandant die Saljoet 5 weer aan de praat kreeg. Deze Sojoez had een gewicht van 6570 kg.

## Missieverloop

### Lancering en koppeling
Sojoez 37 werd gelanceerd op 23 juli 1980 met een Sojoez-draagraket vanaf Tjoeratam te Bajkonoer. De capsule kwam in een baan met een apogeum van 312 km, een perigeum van 263 km en een omlooptijd van 90 minuten. De inclinatie bedroeg 51,58° bij een excentriciteit van 0,00367. De volgende dag meerde het vaartuig aan bij het achterste koppelluik, waar Rjoemin en Popov hen welkom heetten.

### Wetenschappelijke experimenten
De bemanning voerde dertig deels gezamenlijk ontwikkelde experimenten uit. Volgens hun taakomschrijving bestudeerden ze: "...praktische problemen op het gebied van ruimtegeneeskunde en biologie, ruimtetechnologie, het in kaart brengen van het land- en wateroppervlak...".
Ze deed waarnemingen van de atmosfeer en fotografeerde het aardoppervlak, in het bijzonder Vietnam. Dit was niet zonder praktische waarde aangezien Vietnam geregeld wordt geteisterd door tropische cyclonen. Uit propagandaoverwegingen stelde de Sovjet-Unie dat de nadruk van aardobservaties lag op gebieden die de VS tijdens de Vietnamoorlog had verwoest. Men stelde vast in hoeverre het getij landinwaarts reikte en tot welke hoogte vloedgolven konden uitgroeien. Daarnaast trachtte men delfstoffen op te sporen. Bovendien deed men onderzoek op het gebied van bosbouw, hydrologie, geologie en landbouw. Proeven met de inheemse varensoort azolla boden mogelijk uitkomst voor de ontwikkeling van een gesloten biologisch klimaatsysteem aan boord.
Proeven met betrekking tot materiaalkunde vonden plaats in de "Kristall"-oven. Het "Imitator"-experiment leverde gegevens over het temperatuurverloop in de oven. Tijdens de "Halong"-proef (genoemd naar een Vietnamese baai) werden sporenelementen aan zowel een bismut/telluur/seleen mengsel als aan galliumfosfide toegevoegd.
Het biomedisch onderzoek deed vooral onderzoek naar de werking van de longen.

## Landing
Gorbatko en Phạm namen op 31 juli afscheid en vlogen terug met Sojoez 36. Om de technische betrouwbaarheid van de capsule te garanderen, namen bezoekende bemanningen (meestal) het oudste toestel om huiswaarts te keren. Gorbatko en Phạm maakten een behouden landing en kwamen neer op 180 km ten zuidoosten van Jezqazğan. De bemanning maakte 124 omwentelingen rond de Aarde en verbleef in totaal 7 dagen, 20 uur en 42 minuten in de ruimte. Voor beide mannen betekende Sojoez 37 tevens hun laatste ruimtevlucht.
1 ·
2 ·
3 ·
4 ·
5 ·
6 ·
7 ·
8 ·
9 ·
10 ·
11 ·
12 ·
13 ·
14 ·
15 ·
16 ·
17 ·
18A ·
18 ·
19 ·
20 ·
21 ·
22 ·
23 ·
24 ·
25 ·
26 ·
27 ·
28 ·
29 ·
30 ·
31 ·
32 ·
33 ·
34 · 
35 ·
36 ·
37 ·
38 ·
39 ·
40

T-1 ·  
T-2 ·
T-3 ·
T-4 ·
T-5 · 
T-6 ·
T-7 · 
T-8 ·
T-9 · 
T-10-1 ·
T-10 · 
T-11 ·
T-12 · 
T-13 ·
T-14 · 
T-15